# Colpo di fulmine - Il mago della truffa
Colpo di fulmine - Il mago della truffa (I Love You Phillip Morris) è una commedia noir francese in lingua inglese del 2009 basata sulla storia vera degli anni '80 e '90 del truffatore, impostore e evaso da molteplici prigioni Steven Jay Russell. Il film è l'adattamento del libro del 2003 I Love You Phillip Morris: A True Story of Life, Love, and Prison Breaks di Steve McVicker. Rappresenta il debutto alla regia di John Requa e Glenn Ficarra.

## Trama
Steven Russell scopre di essere stato adottato in età infantile e decide quindi di intraprendere la carriera di poliziotto per ottenere con più facilità degli indizi che potrebbero aiutarlo a ritrovare la sua vera madre. Dopo essere stato rinnegato come legittimo figlio però, abbandona il lavoro e si trasferisce in Texas con la moglie Debbie e sua figlia. Si rende conto poi di essere sempre stato gay, per cui rompe il suo rapporto romantico con Debbie e si reca in Florida, dove si fidanza con un ragazzo di nome Jimmy Kemple. In seguito alla sua rivelazione, Steven diventa un vero e proprio truffatore, ma alla fine la sua libertà viene distrutta quando viene arrestato e portato in carcere.
Dietro le sbarre, si innamora di Phillip Morris e i due incominciano una storia d'amore nella stessa cella. Purtroppo, Steven viene trasferito, ma dopo la sua scarcerazione, riesce a fare uscire di prigione anche Philip. I due si costruiscono una nuova vita e vanno a vivere insieme, mentre Steven decide di intraprendere la carriera di avvocato. Lo stimolo di guadagnare molti soldi però, lo riporta sulla cattiva strada e a causa di questo, viene ripudiato da Philip e rinchiuso nuovamente in carcere. Steven tenta in tutti i modi di uscire per poter stare vicino al suo amato, ricordando la promessa fatta a Jimmy prima che morisse. Alla fine i due si ricongiungono, ma vengono fatti entrambi prigionieri. Steven a quel punto si finge malato di AIDS, pur di essere prelevato dal carcere e crearsi una nuova identità pur di rivedere Philip. Anche l'ultimo tentativo, però, viene alla fine scoperto e Steven viene condannato all'ergastolo.

## Distribuzione
Il film ha avuto notevoli difficoltà distributive, costringendo la produzione a rimontare in parte la pellicola per smorzare i toni della storia d'amore gay presente nel film.
Dopo essere stato presentato in anteprima al Sundance Film Festival il 18 gennaio 2009, è stato presentato nella sezione Quinzaine des Réalisateurs del Festival di Cannes 2009. Il film è una co-produzione tra Stati Uniti e Francia sotto la produzione di Luc Besson e della sua Europa Corp., che ha distribuito il film in territorio francese dal 10 febbraio 2010. È stato distribuito in Italia dalla Lucky Red in data 2 aprile 2010. Negli Stati Uniti, invece, è stato distribuito dal 3 dicembre 2010, dopo una serie di dispute legali relative ai diritti della compagnia americana per la distribuzione nel Nord America.

## Critica
Il film ha ricevuto recensioni in gran parte positive. Il sito web Rotten Tomatoes riporta che il 70% dei critici ne ha dato un giudizio positivo, in base ad una raccolta di 138 recensioni, con un punteggio medio di 6,7 su 10. Il giudizio condiviso è: «questa commedia romantica basata su fatti veri ha i suoi difetti, ma sono in gran parte superati da una delle migliori performance della carriera di Jim Carrey, costantemente dolce e dai toni divertenti». Per la sceneggiatura Requa e Ficarra hanno ricevuto una nomination per il premio Writers Guild of America per la migliore sceneggiatura non originale.
Damon Wise di The Times ha dato quattro stelle su cinque al film, affermando: «è un film straordinario che serve a ricordare quanto bravo possa essere Carrey quando non è legato ad un generico attrattore di folle di Hollywood. I suoi tempi comici rimangono squisiti come sempre».
Anche Xan Brooks di The Guardian ne ha dato una recensione positiva, descrivendo il film come «veloce, divertente e anche piuttosto audace. Una frusta di caffeina con un centro che è dolce».

## Riconoscimenti
- GLAAD Media Awards 2011: Miglior film della piccola distribuzione
- Dorian Awards 2011: Film a tematica LGBTQ dell'anno

## Controversie
La distribuzione e la promozione del film in Italia da parte della Lucky Red è stata fortemente criticata. La campagna pubblicitaria (poster, trailer e spot televisivi) è stata accusata di minimizzare le tematiche omosessuali del film per presentarlo come una semplice commedia con lo scopo di attirare una maggiore quantità di pubblico. Successivamente la Lucky Red ha affermato di aver acquistato dal distributore americano del film una versione più "soft" dell'originale, in cui sono state tolte la maggior parte delle scene omosessuali tra i protagonisti Steve e Phillip.